# 33-й Венецианский кинофестиваль
33-й Венецианский международный кинофестиваль проходил в Венеции (Италия) с 21 августа по 3 сентября 1972 года.
Состава жюри на конкурсной программе не было с 1969 по 1979 года.

## Фильмы в конкурсе
- Bas ya Bahar, режиссёр Халид Аль Сиддик
- Компания с ограниченной ответственностью, режиссёр Сатьяджит Рай
- Заводной апельсин, режиссёр Стэнли Кубрик
- Моё детство, режиссёр Билл Дуглас
- А зори здесь тихие, режиссёр Станислав Ростоцкий
- Ты и я,  режиссёр Лариса Шепитько
- Страх вратаря перед одиннадцатиметровым, режиссёр Вим Вендерс

## Награды
- Серебряный лев за лучший дебютный фильм — Моё детство, режиссёр Билл Дуглас[4]
- Золотой лев за вклад в мировой кинематограф:
  - Чарльз Чаплин, Анатолий Головня и Билли Уайлдер.
- Награда ФИПРЕСИ
  - Компания с ограниченной ответственностью
  - Bas ya Bahar
  - Страх вратаря перед одиннадцатиметровым

- Награда Пасинетти
  - Лучший иностранный фильм — Заводной апельсин

Фильм «Ты и я» принёс Ларисе Шепитько Серебряный приз программы «Венеция — молодежь».